# Sergey Naydin
Sergey "Seryoga" Sergeyevich Naydin (en russe : Сергей Сергеевич Найдин, né le 11 juillet 2001 à Barnaoul) est un gymnaste artistique russe.

## Carrière
Il devient champion d’Europe junior en 2016 au cheval d’arçon. Il est champion de Russie en 2016 et en 2018, au concours général individuel junior. 